# IHマンモスマーク
IHマンモスマーク（アイ・エイチ・マンモスマーク、生年月日不明 - ）は、日本の覆面レスラー。

## 経歴
2018年10月14日、シアタープロレス山梨花鳥風月クラインガルテン梅の里大会の6人バトルロイヤルでデビュー。

## 得意技
マンモリアンチョップ
モンゴリアンチョップと同型。
マンモス突き
地獄突きと同型。